# Euryopis tavara
Euryopis tavara är en spindelart som beskrevs av Claude Lévi 1954. Euryopis tavara ingår i släktet Euryopis och familjen klotspindlar. Inga underarter finns listade i Catalogue of Life.